# تريشيا هيلفر
تريشيا جانين هيلفر (بالإنجليزية: Tricia Helfer)‏ (ولدت في 11 أبريل 1974) عارضة وممثلة كندية، اشتهرت بظهورها في دور الروبوت الآلي «سيلون» رقم 6 في مسلسل تلفزيوني باتلستار غالاكتيكا (2004)، وتأديتها دور صوتي «سارة كيريجان» في لعبة فيديو «ستاركرافت 2».

## نشأتها
ولدت هيلفر في ريف دونالدا، ألبرتا، لوالدتها دينيس وإيلين هيلفر،

## روابط خارجية
- trutriciahelferعلى تويتر.
- تريشيا هيلفر على موقع IMDb (الإنجليزية)
- تريشيا هيلفر على موقع ميتاكريتيك (الإنجليزية)
- تريشيا هيلفر على موقع روتن توميتوز (الإنجليزية)
- تريشيا هيلفر على موقع قاعدة بيانات الأفلام العربية
- تريشيا هيلفر على موقع ألو سيني (الفرنسية)
- تريشيا هيلفر على موقع تيرنر كلاسيك موفيز (الإنجليزية)
- تريشيا هيلفر على موقع أول موفي (الإنجليزية)
- تريشيا هيلفر على موقع إن إن دي بي (الإنجليزية)
- تريشيا هيلفر على موقع قاعدة بيانات الفيلم (الإنجليزية)
- تريشيا هيلفر على موقع ليتربوكسد (الإنجليزية)